# Temporada de huracanes del Atlántico de 1965
La temporada de huracanes del Atlántico de 1965 fue la primera en utilizar los límites modernos para una temporada de huracanes en el Atlántico , que van del 1 de junio al 30 de noviembre. Estas fechas delimitan convencionalmente el período de cada año en el que se forman la mayoría de los ciclones tropicales en la cuenca del Atlántico. Fue una temporada ligeramente por debajo del promedio, con 10 ciclones tropicales en desarrollo y alcanzando la intensidad de tormenta tropical. Cuatro de las tormentas se convirtieron en huracanes. Un sistema alcanzó una intensidad de huracán importante: categoría 3 o superior en la escala de huracanes Saffir-Simpson . El primer sistema, una tormenta tropical sin nombre, se desarrolló durante el mes de junio en el sur del Golfo de México. La tormenta avanzó hacia el norte a través de América Central, pero no causó ningún impacto conocido en la región. Golpeó el Panhandle de Florida y causó un impacto menor en gran parte del sur de los Estados Unidos . La ciclogénesis tropical se detuvo durante más de dos meses, hasta que Anna se formó el 21 de agosto. La tormenta permaneció muy lejos de tierra en el lejano Océano Atlántico Norte y no causó ningún impacto.
El huracán Betsy fue la tormenta más fuerte y devastadora de la temporada. Se informaron daños extensos de Betsy en las Bahamas , Florida y Luisiana , particularmente en el área de Nueva Orleans . Fue el primer huracán en la historia de los Estados Unidos que resultó en  pérdidas de al menos $ 1 mil millones (1965 USD ). El huracán Carol serpenteó en el Atlántico oriental durante más de dos semanas, desde mediados de septiembre hasta principios de octubre. El impacto en la tierra de Carol fue mínimo. A fines de septiembre, la tormenta tropical Debbiese desarrolló en el noroeste del Caribe y se movió lentamente a través de la región, antes de llegar más tarde al Golfo de México. La tormenta se disipó frente a la costa de Luisiana, lo que resultó en un impacto menor a lo largo de la costa del Golfo de los Estados Unidos . El último ciclón tropical, el huracán Elena, se formó el 12 de octubre. Elena permaneció en el mar durante casi una semana y no causó daños en tierra. Colectivamente, las tormentas de la temporada de huracanes del Atlántico de 1965 causaron 76 muertes y $1680 millones en daños, casi en su totalidad debido al huracán Betsy.

## Resumen de temporada
Esta fue la primera temporada de huracanes en el Atlántico que comenzó el 1 de junio y finalizó el 30 de noviembre, que es el límite de la temporada actual. Se formaron un total de 13 depresiones tropicales. Diez de esas depresiones tropicales se intensificaron hasta convertirse en una tormenta tropical, que estaba ligeramente por debajo del promedio de 11 de la Administración Nacional Oceánica y Atmosférica de 1950-2005 de 11. Cuatro de esas tormentas tropicales alcanzaron el estado de huracán, ligeramente por debajo del promedio de seis. Un huracán se intensificó hasta convertirse en un gran huracán, de categoría 3 o superior en la escala Saffir-Simpson. Esto estuvo ligeramente por debajo del promedio de dos por temporada. En general, los ciclones tropicales de esta temporada causaron colectivamente alrededor de $1.68 mil millones en daños y 76 muertes.
La actividad de la temporada comenzó con el desarrollo de una depresión tropical en el Golfo de México el 11 de junio. Esto fue seguido rápidamente por la formación de una tormenta tropical sin nombre sobre el sur del Golfo de México dos días después. Sin embargo, la temporada quedó brevemente inactiva después de que la tormenta se volviera extratropical el 15 de junio y no hubo otros ciclones tropicales en junio o julio. El siguiente sistema, una depresión tropical, se formó el 8 de agosto, aproximadamente un mes y medio después. El resto de agosto presentó los huracanes Anna y Betsy. Este último se desarrolló el 27 de agosto y finalmente se convirtió en el ciclón tropical más intenso de la temporada de 1965, alcanzando su punto máximo como huracán de categoría 4 con vientos máximos sostenidos de 140 mph (225 km/h) el 2 de septiembre.
Si bien Betsy existiría principalmente en septiembre, el mes también presentó cuatro ciclones tropicales adicionales: una tormenta tropical sin nombre, el huracán Carol, una depresión tropical, y luego Debbie . En octubre, se formaron tres sistemas tropicales, incluidas dos tormentas tropicales sin nombre y el huracán Elena. El último ciclón tropical de la temporada de 1965, una tormenta tropical sin nombre, se desarrolló a partir de un ciclón no tropical anterior al noreste de las Antillas Menores el 29 de noviembre. La tormenta persistió hasta el mes de diciembre, antes de disiparse el 2 de diciembre.
La actividad de la temporada se reflejó con una calificación de energía ciclónica acumulada (ACE) de 88, que estaba por debajo del promedio de 1950-2005 de 93,2. ACE es, en términos generales, una medida de la potencia del huracán multiplicada por el tiempo que existió, por lo que las tormentas que duran mucho tiempo, así como los huracanes particularmente fuertes, tienen ACE altos. Solo se calcula para avisos completos sobre ciclones tropicales con vientos superiores a 39 mph (63 km/h), que es la fuerza de una tormenta tropical.

## Ciclones tropicales

### Huracán Anna
El Satélite de Observación de Televisión Infrarroja (TIROS) notó una circulación débil cerca de Cabo Verde el 16 de agosto. Durante los siguientes cinco días, el sistema avanzó hacia el oeste-noroeste o hacia el noroeste, mientras que las condiciones gradualmente se volvieron favorables para la ciclogénesis tropical.  A las 0600 UTC del 21 de agosto, se estima que el sistema se convirtió en la tormenta tropical Anna. Mientras Anna rastreaba hacia el norte-noreste el 23 de agosto,  apareció un ojo en TIROS. Después de que otro avión reportara un ojo en su radar,  Anna pasó a ser huracán ese mismo día. Temprano el 24 de agosto, Anna alcanzó vientos máximos sostenidos de 105 mph (170 km/h) mientras aceleraba hacia el noreste. Anna comenzó a perder las características tropicales, y temprano al día siguiente, se transformó en una tormenta extratropical mientras se encontraba a mitad de camino entre las Azores y Groenlandia .

### Huracán Betsy
Una perturbación tropical se convirtió en una depresión tropical el 27 de agosto, mientras se encontraba muy al este de las Islas de Barlovento .  Avanzó generalmente hacia el oeste-norte hasta cruzar las Islas de Sotavento el 28 de agosto. Temprano al día siguiente, la depresión se intensificó hasta convertirse en la tormenta tropical Betsy, poco antes de golpear a San Martín y Anguila .. Betsy continuó intensificándose después de resurgir en el Atlántico occidental, convirtiéndose en huracán el 1 de septiembre. Después de ejecutar un ciclo ciclónico breve, la tormenta luego giró hacia el oeste. Más tarde, el 1 y el 2 de septiembre, Betsy se intensificó rápidamente y alcanzó su punto máximo como un huracán de categoría 4 con vientos de 140 mph (225 km / h) el 2 de septiembre. Sin embargo, la tormenta volvió a la intensidad de la categoría 3 temprano al día siguiente. Para el 5 de septiembre, Betsy ejecutó otro bucle ciclónico al noreste de las Bahamas y cayó a una intensidad de Categoría 1 alrededor de las 0000 UTC del 6 de septiembre. sobre o cerca de varias islas de las Bahamas, incluidas Gran Ábaco y Andros . La tormenta produjo vientos muy fuertes y mares agitados en las Bahamas, con una ráfaga de viento máxima de 178 mph (286 km/h) en Hope Town . Betsy causó una muerte y aproximadamente $ 14 millones en daños en la cadena de islas, principalmente en agricultura y cultivos. 
A primeras horas del 8 de septiembre, Betsy tocó tierra cerca de Tavernier, Florida , como huracán de categoría 3.  En el sur de Florida, la tormenta trajo fuertes vientos y marejadas ciclónicas significativas. El agua alcanzó varios pies de altura en la parte superior de los Cayos de Florida , inundando carreteras y el primer piso de los edificios. Casi toda la tierra al sur de la Base de la Fuerza Aérea de Homestead y al este de la Ruta 1 de EE. UU. estaba cubierta por agua. Hubo 8 muertes y $ 120 millones en pérdidas, que incluyeron tanto la propiedad como la agricultura. Betsy ingresó al Golfo de México más tarde el 8 de septiembre y se volvió a fortalecer hasta convertirse en un huracán de categoría 4 el 10 de septiembre, alcanzando un pico secundario con vientos de 130 mph (210 km / h). Sin embargo, se detuvo una mayor intensificación después de que Betsy tocara tierra en Grand Isle, Luisiana , alrededor de las 0400 UTC.  En Luisiana, los fuertes vientos y el mar embravecido causaron grandes daños. La marejada ciclónica inundó los diques en Nueva Orleans , inundando gran parte de la ciudad. En todo el estado, más de 22.000 viviendas resultaron dañadas o destruidas y 168.000 personas quedaron sin electricidad. La tormenta causó más de 17.000 heridos y resultó en 58 muertes. Los daños en el estado de Luisiana alcanzaron los 1.200 millones de dólares. Una vez tierra adentro, la tormenta giró hacia el noreste y se debilitó rápidamente, convirtiéndose en extratropical sobre Tennessee el 11 de septiembre.  impacto en otros estados varió de menor a moderado. En general, Betsy causó alrededor de $ 1430 millones en daños y 76 muertes. Betsy fue el primer huracán en los Estados Unidos en causar daños por al menos mil millones de dólares.

### Huracán Carol
Una onda tropical emergió en el Atlántico desde la costa oeste de África el 15 de septiembre  y se convirtió en una depresión tropical a primera hora del día siguiente. Se dirigió constantemente hacia el oeste y se fortaleció hasta convertirse en la tormenta tropical Carol a última hora del 17 de septiembre. La tormenta comenzó a curvarse hacia el noroeste al día siguiente.  Operacionalmente, los avisos no se iniciaron hasta las 1900 UTC del 19 de septiembre, después de que los vientos ya habían alcanzado las 50 mph (80 km/h).  Entonces Carol disminuyó la velocidad y comenzó a girar hacia el norte. Más tarde, el 20 de septiembre, un vuelo de reconocimiento de la Armada confirmó una circulación y también midió los vientos huracanados. Por lo tanto, Carol se convirtió en huracán a las 1800 UTC del 20 de septiembre. 
El 21 de septiembre, otro vuelo hacia la tormenta registró una presión mínima de 974 mbar (28,8 inHg), la más baja en relación con Carol. El huracán se aceleró, antes de disminuir su avance el 22 de septiembre. Entre el 24 y el 28 de septiembre, la tormenta se desplazó y ejecutó un pequeño ciclo ciclónico y fluctuó desde el estado de tormenta tropical hasta la intensidad de Categoría 1 y volvió a fortalecerse como tormenta tropical durante ese tiempo.  Después de girar hacia el noreste, Carol volvió a intensificarse hasta convertirse en huracán el 25 de septiembre.  Mientras pasaba al noroeste de las Azores, una estación meteorológica en la isla de Corvo informó una velocidad sostenida del viento de 64 mph (103 km/h). ) y una ráfaga de hasta 80 mph (130 km/h). La tormenta curvó hacia el este-sureste, se debilitó y se transformó en un ciclón extratropical mientras se encontraba al norte de las Azores el 30 de septiembre. Los restos de Carol giraron hacia el sureste y luego hacia el sur antes de disiparse cerca de las Islas Canarias el 3 de octubre

### Tormenta tropical Debbie
Un área de baja presión en el noroeste del Mar Caribe se convirtió en una depresión tropical el 24 de septiembre.  La depresión trajo fuertes lluvias locales a áreas de Honduras mientras se desplazaba hacia el noroeste.  A pesar de los vientos de solo 30 mph (50 km/h), la Oficina Meteorológica de Miami nombró prematuramente a la depresión Debbie a las 1600 UTC del 25 de septiembre.  Varias horas después, Debbie golpeó el noreste de la península de Yucatán.  Después de emerger en el Golfo de México a principios del 26 de septiembre, la tormenta fue descrita como "más débil que antes", ya que la actividad convectiva indicaba que no había organización. Sin embargo, Debbie comenzó a fortalecerse y alcanzó el estado de tormenta tropical a última hora del 27 de septiembre. 
Después de alcanzar un máximo de vientos de 60 mph (95 km/h) a última hora del 28 de septiembre,  el aire más frío y seco hizo que la tormenta se debilitara.  Debbie era una tormenta tropical mínima el 29 de septiembre y tocó tierra en Port Fourchon, Luisiana , con vientos de 40 mph (65 km/h) a las 2000 UTC. La tormenta se debilitó rápidamente a depresión tropical y se disipó temprano al día siguiente.  A pesar de debilitarse significativamente antes de tocar tierra, Debbie trajo fuertes precipitaciones, especialmente en Mobile, Alabama , donde se rompió un récord de precipitaciones de 24 horas después de que cayeron 16,85 pulgadas (428 mm).  Dentro de la ciudad de Mobile, cientos de automóviles se inundaron, mientras que más de 200 personas huyeron de sus hogares inundados. Muchos caminos y negocios también fueron cerrados en el área.  Solo en Mobile, los daños alcanzaron los 25 millones de dólares.  Se informaron lluvias en otros siete estados, aunque no se produjo un impacto significativo.

### Huracán Elena
Las imágenes TIROS indicaron una circulación muy débil cerca de 12°N, 40°O el 11 de octubre. Los informes de los barcos al día siguiente indicaron una circulación algo más organizada. Como resultado, se estima que la depresión tropical final de la temporada a las 1200 UTC del 12 de octubre, mientras se encuentra a mitad de camino entre Cabo Verde y las Islas de Sotavento. Inicialmente, la depresión permaneció desorganizada mientras avanzaba hacia el noroeste. Sin embargo, a primeras horas del 14 de octubre, la depresión se convirtió en la tormenta tropical Elena. La tormenta continuó intensificándose a medida que avanzaba hacia el noroeste, antes de girar hacia el noreste a última hora del 16 de octubre. Elena se convirtió en un huracán de categoría 1 a las 1200 UTC del 17 de octubre y luego alcanzó el estado de categoría 2 temprano al día siguiente. Alrededor de las 1200 UTC, Elena alcanzó su máxima intensidad con vientos máximos sostenidos de 110 mph (175 km/h) y una presión barométrica mínima de 977 mbar (28,9 inHg). A las 0600 UTC del 19 de octubre,  la tormenta se fusionó con una tormenta que se aproximaba .frente frío cerca de las Azores.  Los restos se movieron rápidamente hacia el norte-noreste hasta disiparse cerca de Islandia el 20 de octubre.

## Nombre de los ciclones tropicales
Los siguientes nombres se usaron para tormentas con nombre (tormentas tropicales y huracanes) que se formaron en el Atlántico Norte en 1965. El nombre Betsy se retiró más tarde. Carol había sido eliminada de la lista de nombres durante 10 años después del huracán Carol de 1954. Luego se retiró retroactivamente debido al huracán de 1954, no a la tormenta de 1965. Fueron reemplazados por Blanche y Camille para su uso en la temporada de 1969 . Los nombres que no fueron asignados están marcados en gris .
| - Anna - Betsy - Carol - Debbie - Elena - Frances (sin usar) - Gerda (sin usar) | - Holly (sin usar) - Inga (sin usar) - Jenny (sin usar) - Kara (sin usar) - Laurie (sin usar) - Martha (sin usar) - Netty (sin usar) | - Orva (sin usar) - Peggy (sin usar) - Rhoda (sin usar) - Sadie (sin usar) - Tanya (sin usar) - Virgy (sin usar) - Wenda (sin usar) |